# Кузгово
Ку́згово (рос. Кузгово, башк. Ҡуҙғау) — присілок у складі Краснокамського району Башкортостану, Росія. Входить до складу Новокабановської сільської ради.
Населення — 238 осіб (2010; 284 у 2002).
Національний склад:
- башкири — 72 %